# C8orf37
C8orf37 (англ. Chromosome 8 open reading frame 37) – білок, який кодується однойменним геном, розташованим у людей на 8-й хромосомі. Довжина поліпептидного ланцюга білка становить 207 амінокислот, а молекулярна маса — 23 381.
| 10         |  | 20         |  | 30         |  | 40         |  | 50         |
| ---------- |  | ---------- |  | ---------- |  | ---------- |  | ---------- |
| MAEDLDELLD |  | EVESKFCTPD |  | LLRRGMVEQP |  | KGCGGGTHSS |  | DRNQAKAKET |
| LRSTETFKKE |  | DDLDSLINEI |  | LEEPNLDKKP |  | SKLKSKSSGN |  | TSVRASIEGL |
| GKSCSPVYLG |  | GSSIPCGIGT |  | NISWRACDHL |  | RCIACDFLVV |  | SYDDYMWDKS |
| CDYLFFRNNM |  | PEFHKLKAKL |  | IKKKGTRAYA |  | CQCSWRTIEE |  | VTDLQTDHQL |
| RWVCGKH    |  |            |  |            |  |            |  |            |

A: Аланін

C: Цистеїн

D: Аспарагінова кислота

E: Глутамінова кислота

F: Фенілаланін

G: Гліцин

H: Гістидин

I: Ізолейцин

K: Лізин

L: Лейцин

M: Метіонін

N: Аспарагін

P: Пролін

Q: Глутамін

R: Аргінін

S: Серин

T: Треонін

V: Валін

W: Триптофан

Локалізований у цитоплазмі.